# Frederikshavn White Hawks
Frederikshavn White Hawks je hokejový klub z Frederikshavn, který hraje Dánskou hokejovou ligu v Dánsku.
Klub byl založen roku 1964. Jejich domovským stadionem je Scanel Hockey Arena s kapacitou 2480 lidí.